# Uppfinningarnas bok
Uppfinningarnas bok var ett tekniskt och teknikhistoriskt översiktsverk, utgivet i flera upplagor under slutet av 1800- och början av 1900-talet.
Verket baserar sig på Friedrich Georg Wiecks Das Buch der Erfindungen, Gewerbe und Industrien, vars första utgåva kom i tre band 1857-58. Den första svenska utgåvan i sju band, utgiven 1873-1875 baserade sig på den 5:e eller 6:e tyska utgåvan. En ny omarbetad utgåva, mestadels baserad på svenskt material utkom i 10 band 1896-1907. En tredje omarbetad utgåva 1925-1939 omfattade 9 band.